# Дхармагуптака
Дхармагуптака (IAST: Dharmaguptaka, в будд. традиции — «защищающие дхарму», санскр.) — одна из школ раннего буддизма ветви Вибхаджьявада.
Школа Дхармагуптака образовалась ок. 210 года до н. э. в результате раскола школы Вибхаджьявада и получила своё название по имени основателя —бхиккху Дхармагупты. Причиной раскола стал спор монахов по поводу ценности даров Будде и общине (сангхе). Монахи, которые отстаивали мнение, что дары Будде имеют больший вес, чем дары сангхе, образовали новую школу. Своим духовным авторитетом они провозгласили ученика Будды архата Маудгальяяну, который был знаменит своими «магическими способностями».
Монастыри школы располагались на северо-западе Индии, на территории современного Афганистана (в то время Кушанская империя), Центральной Азии и Китае. 
Монашеская никая Дхармагуптаки до сих пор распространена в Восточноазиатском буддизме.
Сакральный цвет школы — тёмно-красный.
Канон Дхармагуптаки включает пять разделов:
Виная-питака (монастырский устав)
Дхарани-питака (питака дхарани или будд. «заклинаний»)
Бодхисаттва-питака (раздел «Бодхисаттва»)
Дхарма-питака (корзина (раздел) Дхармы / Буддийского учения) и
Шарипутрабхидхарма-питака (раздел «высшего учения»).
В качестве основного способа достижения нирваны последователи школы разрабатывали медитативные практики, которые способствовали развитию метафизических концепций и практик соответствующего направления в буддизме.
В отличие от других школ дхармагуптаки считали, что боги могут культивировать аскетизм, в том числе половое воздержание (брахмачарья).
Они также отвергали доктрину о «промежуточном состоянии» в реинкарнации и полагали, что для достижения телепатии и памяти о прежних рождениях необходимо следовать буддийскому «восьмеричному пути» (арья-аштанга-марга).

## Развитие школы

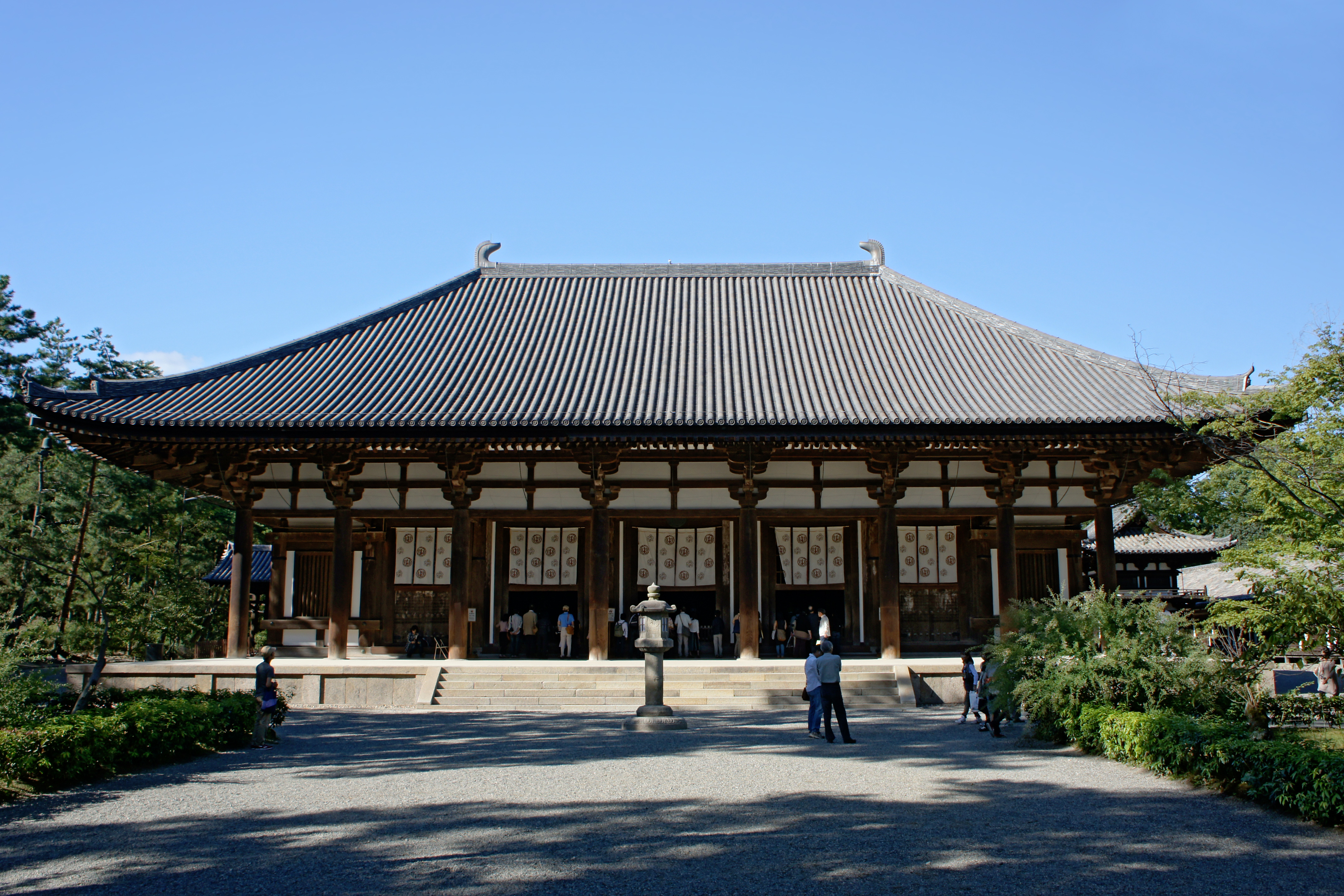
Храм Тосёдай-дзи

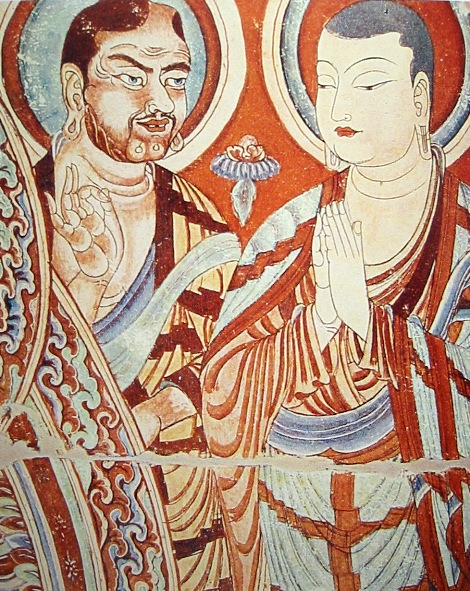
Два буддийских монаха на росписи в пещерах Тысячи Будд Безеклика возле Турфана, Синьцзян, Китай, 9-й век нашей эры; хотя Альберт фон Лекок (1913) предположил, что голубоглазый рыжеволосый монах был тохаром, современные учёные выявили аналогичные европеоидные фигуры того же пещерного храма (№ 9) как этнических согдийцев, которые населяли Турфан как сообщество этнических меньшинств на этапах китайской Тан (VII—VIII вв.) и уйгурского правления (IX—XIII вв.).

Буддийские тексты Гандхары, самые ранние из сохранившихся, представляют позицию школы Дхармагуптака.
Согласно Вардеру, школа возникла в Апаранте — на западе Индии.
Школа была особенно распространена в Индо-греческом царстве и в Гандхаре, однако утратила влияние в Кушанском царстве
Школа была представлена на территории Индии в I тысячелетии нашей эры, традиция этой школы была также принесена в Китай (как школа Люй-цзун), попала в Корею и Японию.
В начале V века первые трактаты винаи были переведены на китайский язык. Сюаньцзан во время путешествия в Индию, уже обнаружил, что Дхармагуптака почти исчезла в буддийских странах. Однако Сюаньцзан и Ицзин рассказывали о развитии Дхармагуптаки в стране Уддияна.
Японская школа Риссю сохранилась до настоящего времени и представлена в Японии единственнымм храмом Тосёдай-дзи в окрестности города Нары, основателем японской школы стал китайский монах Цзяньчжэнь (Гандзин) в VIII веке. Школа уделяет большое внимание монастырскому уставу виная.